# Custodia cautelare in carcere
La custodia cautelare in carcere è una misura cautelare personale, coercitiva e custodiale, prevista e disciplinata dall'art. 285 codice di procedura penale.

## Disciplina

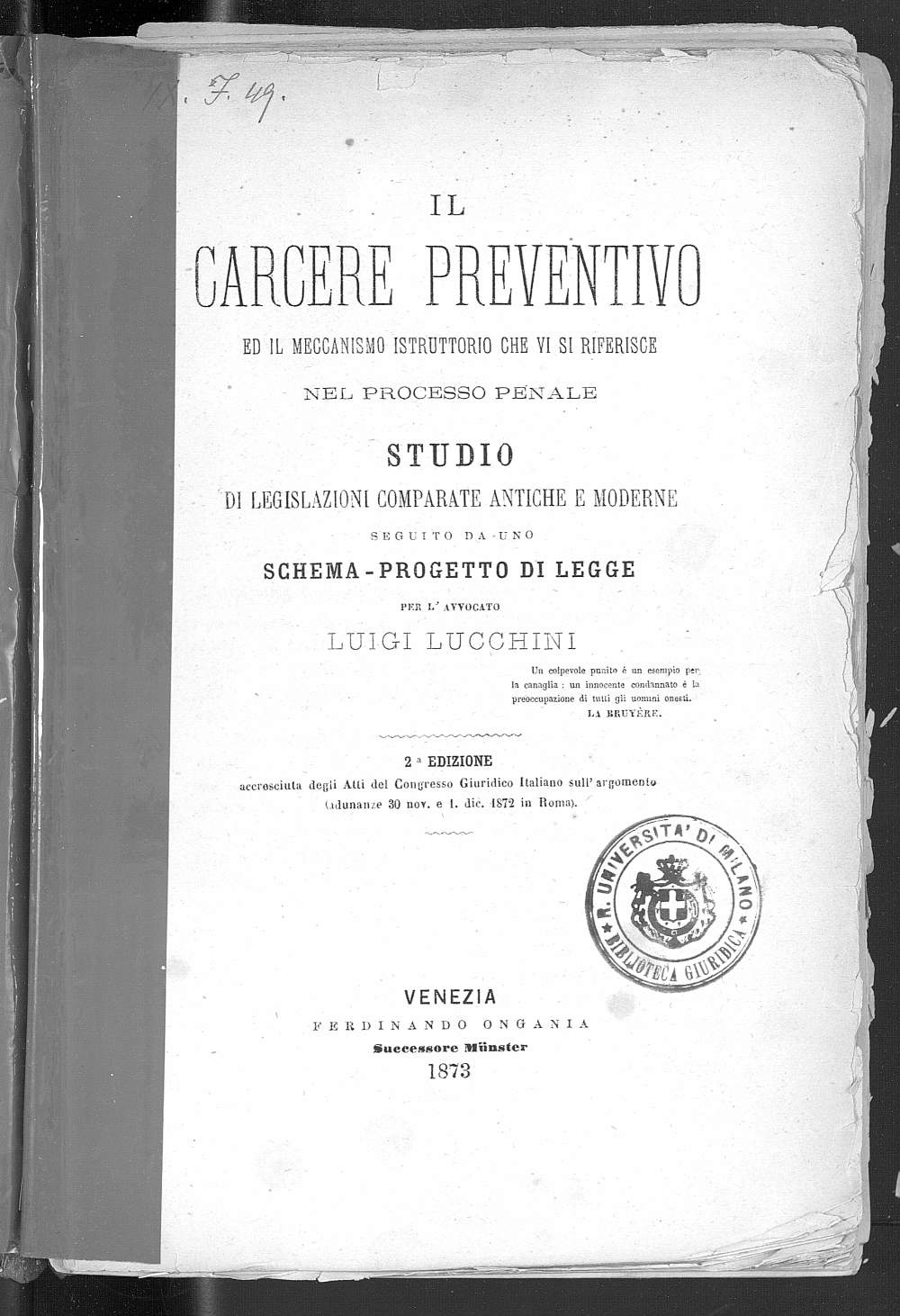
Luigi Lucchini, Il carcere preventivo ed il meccanismo istruttorio che vi si riferisce nel processo penale, 1873

La custodia cautelare, al pari di tutte le misure cautelari, è disposta dal giudice su richiesta del pubblico ministero; il giudice competente è il giudice per le indagini preliminari, se l'esigenza cautelare emerge durante la fase delle indagini, altrimenti è il giudice presso il quale pende il giudizio.
Col provvedimento che dispone la custodia, il giudice ordina agli ufficiali e agli agenti di polizia giudiziaria che l'indagato o imputato sia catturato e immediatamente condotto in un istituto di custodia per rimanervi a disposizione dell'autorità giudiziaria.
Prima del trasferimento nell'istituto la persona sottoposta a custodia cautelare non può subire limitazione della libertà, se non per il tempo e con le modalità strettamente necessarie alla sua traduzione. L'istituto non va confuso con il fermo di indiziato di delitto, il quale, pur incidendo anch'esso sulla libertà personale, fa riferimento a un momento antecedente e a un soggetto diverso che lo impone (come detto, nel caso della custodia, il giudice, e non il PM, si pronuncia, con ordinanza, in merito alle possibilità che il soggetto possa essere sottoposto a una misura cautelare, decidendo, poiché ne ritiene fondati i presupposti, di applicarla).

### Presupposti
La custodia cautelare in carcere può essere disposta soltanto quando ogni altra misura risulti inadeguata. I presupposti sono: Pericolo di reiterazione del reato, pericolo di fuga o pericolo di inquinamento delle prove. Basta un solo presupposto affinché il giudice possa disporre la custodia cautelare in carcere.

#### Presupposti negativi
La custodia cautelare in carcere non può essere disposta nei confronti di alcune categorie di soggetti.
In primo luogo, la misura non può essere disposta, salvo che sussistano esigenze cautelari di eccezionale rilevanza:
1. nei confronti di donne in stato di gravidanza, o che abbiano figli di età inferiore a sei anni con loro conviventi;
2. nei confronti del padre, qualora la madre sia deceduta o assolutamente impossibilitata a dare assistenza al figlio;
3. nei confronti di coloro che abbiano superato l'età di settant'anni.

Nei confronti di donne in stato di gravidanza, o che abbiano figli di età non superiore a sei anni, la custodia può aver luogo, anziché in carcere, presso appositi istituti (istituti a custodia attenuata per detenute madri), ove le esigenze cautelari di eccezionale rilevanza lo consentano.
In secondo luogo, la custodia cautelare in carcere non può essere disposta né mantenuta:
1. nei confronti di persone affette da una malattia particolarmente grave, per effetto della quale le condizioni di salute risultino incompatibili con lo stato di detenzione e, comunque, tali da non consentire adeguate cure in caso di detenzione in carcere;
2. quando la malattia si trova in una fase così avanzata da non rispondere più ai trattamenti disponibili e alle terapie curative.

Nel primo caso, il giudice dispone la custodia cautelare presso idonee strutture sanitarie penitenziarie; se ciò non è possibile, ma sussistono esigenze cautelari di eccezionale rilevanza, in luogo della custodia cautelare in carcere deve essere disposta la misura degli arresti domiciliari presso un luogo di cura, o di assistenza, o di accoglienza. Nel secondo caso, il giudice dispone il ricovero provvisorio in idonea struttura del Servizio sanitario nazionale, adottando i necessari provvedimenti idonei a evitare il pericolo di fuga.
Previsioni specifiche sono contemplate per le persone affette da AIDS conclamata o da grave deficienza immunitaria.
Se la persona da sottoporre a custodia cautelare si trova in stato di infermità di mente che ne esclude o ne diminuisce grandemente la capacità di intendere o di volere, anziché la custodia in carcere può essere disposto il ricovero provvisorio presso un'idonea struttura del servizio psichiatrico ospedaliero.
In ogni caso, la custodia cautelare in carcere può essere disposta nei confronti di chi risulti imputato o sia stato sottoposto ad altra misura cautelare per alcuni delitti (previsti dall'articolo 380), relativamente a fatti commessi dopo l'applicazione delle misure disposte nei suoi confronti. In tal caso il giudice dispone che l'imputato venga condotto in un istituto dotato di reparto attrezzato per la cura e l'assistenza necessarie.

#### Semplificazioni probatorie
Una novità era stata introdotta nel 2009: quando si fosse proceduto per taluni delitti di particolare gravità (previsti dagli artt. 51, commi 3-bis e 3-quater; 575; 600-bis, primo comma; 600-ter, escluso il quarto comma; 600-quinquies c.p.; 609-bis, 609-quater, 609-octies c.p., salvo che ricorrano le circostanze attenuanti dagli stessi contemplate), il giudice, al ricorrere di gravi indizi di colpevolezza, avrebbe dovuto applicare la custodia cautelare in carcere, salvo che non fossero stati acquisiti elementi dai quali fosse chiaramente emersa l'insussistenza di esigenze cautelari. In tal modo, veniva posta una sorta di presunzione relativa e un ribaltamento dell'onere probatorio: per disporre la misura cautelare il pubblico ministero non avrebbe dovuto fornire la prova circa la sussistenza di esigenze cautelari, mentre sarebbe stato possibile non applicarla solo provando, in positivo, l'assenza dei presupposti idonei a giustificare tale misura. La Corte costituzionale ha dichiarato l'illegittimità di tale previsione (procedendo di volta in volta, in relazione alle singole fattispecie per le quali tali meccanismo era stato introdotto).

### Computo della custodia cautelare e delle pene espiate senza titolo
Una particolare disposizione riguarda le modalità tese a determinare la pena da eseguire (art. 657 c.p.p.); la previsione si applica anche quando si tratti di custodia cautelare subita all'estero in conseguenza di una domanda di estradizione, ovvero nel caso di rinnovamento del giudizio (ex art. 11 c.p.).
Nel determinare la pena detentiva da eseguire, il pubblico ministero computa il periodo di custodia cautelare subita per lo stesso o per altro reato, anche se la custodia è ancora in corso. Allo stesso modo procede in caso di applicazione provvisoria di una misura di sicurezza detentiva, se questa non è stata applicata definitivamente.
Il pubblico ministero computa altresì il periodo di pena detentiva espiata per un reato diverso, quando la relativa condanna è stata revocata, quando per il reato è stata concessa amnistia o quando è stato concesso indulto, nei limiti dello stesso.
Nei predetti casi, il condannato può chiedere al pubblico ministero che i periodi di custodia cautelare e di pena detentiva espiata, operato il ragguaglio, siano computati per la determinazione della pena pecuniaria o della sanzione sostitutiva da eseguire. Qualora sia stata espiata una pena detentiva per un reato diverso e siano i provvedimenti di revoca, amnistia o indulto, il condannato può altresì chiedere che le sanzioni sostitutive espiate siano computate nelle sanzioni sostitutive da eseguire per altro reato.
In ogni caso sono computate soltanto la custodia cautelare subita o le pene espiate dopo la commissione del reato per il quale deve essere determinata la pena da eseguire.

## Impatto
Studi sulla custodia cautelare negli Stati Uniti hanno rilevato che essa aumenta significativamente la probabilità di condanna e la durata delle sentenze, in gran parte perché individui che altrimenti sarebbero stati assolti durante il processo si dichiarano colpevoli. Gli studi hanno scoperto che la custodia cautelare riduce anche le prospettive degli imputati nel mercato del lavoro, e contribuisce a creare "trappole di povertà" (causato da meccanismi di auto-rafforzamento che fanno sì che la povertà, una volta esistente, persista a meno che non vi sia un intervento esterno) per cui gli individui che non sono in grado di pagare la cauzione finiscono per accumulare più debiti. Uno studio del 2017, utilizzando dati provenienti da New York City, ha rilevato che la custodia cautelare aumenta la probabilità di recidiva.

## Critiche
La custodia cautelare è stata definita un “male necessario”. Un rapporto del 2013 del Center for Crime and Justice Studies ha concluso che la custodia cautelare era utilizzata in modo eccessivo in tutto il mondo e che la maggior parte dei detenuti veniva trattenuta per reati minori. Un rapporto del 2014 della Open Society Foundations lo ha definito un "modello massiccio e ampiamente ignorato di abuso dei diritti umani".
Una persona deve essere dichiarata colpevole "oltre ogni ragionevole dubbio" per poter essere condannata in un processo. Tuttavia, la custodia cautelare richiede una soglia inferiore come quella del “ragionevole sospetto”. Nella maggior parte dei paesi, l'accusa deve solo dimostrare che le accuse sono fondate e che esiste una minaccia sufficiente che l'imputato commetta un altro reato o comprometta il processo giudiziario. Negli Stati Uniti, il sistema di cauzione di buona condotta significa che un imputato può essere detenuto anche se nessuna di queste accuse può essere confermata, solo perché nessuno è stato disposto o in grado di depositare la cauzione necessaria per fare in modo che fosse liberato.
Nella Harvard Law Review, Stephanie Bibas ne ha sottolineato l'impatto sul patteggiamento. La custodia cautelare altera gli incentivi dell'imputato rendendo lo scenario migliore il periodo di tempo trascorso in attesa del processo. Pertanto, è più probabile che un imputato si dichiari colpevole se la possibilità di assoluzione è bassa o se la sentenza prevista per una dichiarazione di colpevolezza è inferiore alla quantità di tempo di reclusione che verrebbe scontato prima del processo. I detenuti in custodia cautelare potrebbero anche trovare più difficile organizzare una difesa efficace. Questo effetto coercitivo sui risultati a monte, come l'accettazione del patteggiamento, è stato dimostrato essere particolarmente forte per le persone trattenute in attesa di giudizio per accuse di basso livello (ad esempio per reati minori).
Il rapporto della Open Society Foundation ha inoltre concluso che alcuni detenuti si trovano ad affrontare condizioni peggiori rispetto ai prigionieri condannati; ad esempio il tasso di suicidio è tre volte più alto a livello mondiale.
Negli Stati Uniti, è stato riscontrato che la detenzione preventiva influisce negativamente sui mercati del lavoro locali, soprattutto nelle aree con alte percentuali di residenti neri, suggerendo impatti collaterali razzializzati sull’occupazione.
Il risultato del luglio 2022 di un esame del quotidiano The New York Times di elenchi scritti a mano di nomi di civili egiziani imprigionati a tempo indefinito in custodia cautelare ha messo in luce la non serietà dei limiti legali del paese. Non ci sono dati pubblici sul numero di detenuti tenuti in custodia cautelare, ma secondo l'analisi del Times, più di 4.500 persone sono state trattenute con tale sistema di custodia cautelare, alcune anche per più di sei mesi. Il sistema giudiziario egiziano è stato criticato per aver accusato falsamente gli oppositori politici di Abdel Fattah al-Sisi di "collegamenti terroristici". Spesso non viene presentata alcuna denuncia formale né vengono presentate prove, impedendo ai detenuti di combattere la loro battaglia in tribunale e difendersi prima di essere rinchiusi. Nel frattempo, gruppi per i diritti umani stimano che almeno 60.000 prigionieri politici siano stati detenuti in Egitto, compresi detenuti in custodia cautelare e persone processate e condannate per essere stati sospettati di avere legami con il terrorismo o punti di vista politici intollerabili per quel paese.